# Đường 401 (Thái Lan)
Đường 401 là một tuyến đường cao tốc ở miền nam Thái Lan. Tuyến đường này bắt đầu từ bờ tây của bán đảo Thái-Mã Lai tại giao lộ với đường 4 gần Amphoe Takua Pa, tỉnh Phang Nga.
Tuyến đường chạy theo hướng đông qua tỉnh Surat Thani đến bờ biển đông, sau đó chạy theo hướng nam đến tỉng Nakhon Si Thammarat. Tuyến đường này kết thúc ở Ban Tha Pae, khoảng 10 km về phía bắc của thị xã Nakhon Si Thammarat. Đường 4012 sau đó nối Ban Tha Pae với thị xã Nakhon Si Thammarat.
Tổng chiều dài toàn tuyến là 268,43 km. Trong đó, 23,628 qua tỉnh Phang Nga, 186,458 km qua tỉnh Surat Thani và 77,596 km qua tỉnh Nakhon Si Thammarat.
Phần lớn tuyến đường này có mặt đường nhựa. Tuy nhiên, một đoạn ngắn từ Phun Phin đến bắt đầu đoạn nhánh Surat Thani có mặt bê tông. Phần lớn tuyến đường này có 4 làn xe và có dải phân cách, trừ một đoạn ngắn tại Ban Ton Reang và Ban Tha Pae.
Từ huyện Phunphin đến huyện Amphoe Khanom, tuyến đường vượt qua nhiều đồi. Điểm cao nhất là Khao Hua Chang, vài cây số trước khi giao cắt với đường 4014. Khoảng 1 km ở phía đông Khao Hua Chang, tuyến này có sáu làn xe với làn ngoài dành cho xe tải.

## Các điểm giao cắt

### Tỉnh Phang Nga
- - (Start) đường 4 (hướng bắc đến tỉnh Ranong, hướng nam đến tỉnh Phang Nga, tỉnh Phuket)
  - Đường 4090 (hướng nam đến huyện Kapong)

### Tỉnh Surat Thani
- - Đường 4118 (hướng nam đến huyện Thap Put)
  - Đường 415 (hướng nam đến tỉnh Phang Nga)
  - Đường 41 (hướng bắc đến tỉnh Chumphon, hướng nam đến tỉnh Trang, tỉnh Krabi)
  - Đường 4008 (hướng tây đến Amphoe Phunphin)
  - Đường 417 (hướng bắc đến Sân bay Surat Thani
  - Đường 4009 (hướng nam đến huyện Ban Na Doem, huyện Ban Na San)
  - Đường 44 (hướng nam đến tỉnh Trang tỉnh Krabi)
  - Đường 4142 (hướng bắc đến Amphoe Don Sak, bến phà Ko Samui)

### Tỉnh Nakhon Si Thammarat
- - Đường 4014 (hướng bắc đến huyện Khanom)
  - Đường 4140 (phía tây đến huyện Nopphitam, hướng đônt đến huyện Tha Sala)
  - Đường 4103 (hướng nam đến tỉnh Phatthalung)
  - (Kết thúc) Đường 4012 (hướng nam đến Nakhon Si Thammarat)